# Lagynogaster affinis
Lagynogaster affinis là một loài ruồi trong họ Asilidae. Lagynogaster affinis được Frey miêu tả năm 1937. Loài này phân bố ở miền Ấn Độ - Mã Lai.